# Ортонапонски рендгенски зраци
Ортонапонски рендгенски зраци врста су нискоенергетских зрака који се користи у радиотерапији тумора на површини тела, употребом ортоволтних уређаја (које раде на напонима у опсегу 100–500 kV). Ова врста зрачења која ефикасно продире у ткиво од неколико милиметара до неколико сантиметара  Као терапије зрачењем, ова метода је доступна више од 60 година. Током ове терапије рендгенски зраци  су довољно јаки да убију ћелије рака, али не и да продиру више од неколико милиметара изнад површине коже. То методу чини ефикасним третманом за површне, мале туморе, као што су рак коже и немалигна стања коже, укључујући келоиде. Ортонапонски рендгенски зраци су се показали као одлична неинвазивна алтернатива класичној операцији рака коже на осетљивим местима, као што су набори носа, капци или уши.

## Историја
Енергија и способност продирања рендгенских зрака које производи рендгенска цев расте са напоном на цеви. Радиотерапија екстерним снопом почела је на прелазу из 20. века са обичним дијагностичким рендгенским цевима, које су користиле напоне испод 150 kV. Лекари су открили да су ови зраци били адекватни за лечење површинских тумора, али не и тумора унутар тела. Пошто су ови нискоенергетски рендгенски зраци углавном били апсорбовани у првих неколико центиметара ткива, испорука довољно велике дозе зрачења у дубоким туморима би изазвала тешке опекотине коже.
Због тога су, почевши од 1920-их, направљене „ортонапонске“ рендгенске машине снаге од 200–500 kV. Утврђено је да зраци из ових машина могу да досегну плитке туморе, док је за лечење тумора дубоко у телу био потребан већи напон. Током 1930-их и 1940-их почели су да се користе меганапонски рендгенски зраци произведени од огромних машина са 3-5 милиона волти на цеви. Са увођењем линеарних акцелератора 1970-их, који су могли да произведу снопове од 4-30 MV, ортонапонски рендгенски зраци се сада сматрају прилично плитким зрацима.

## Опште информације
Ортонапонски рендгенски зраци се производе помоћу рендгенских цеви које раде на напонима у опсегу 100–500 kV, и стога рендгенски зраци имају вршну енергију у опсегу 100–500 keV.  Ортонапонски рендгенски зраци се понекад називају „дубоким“ рендгенским зрацима (ДКСР).  Они покривају горњу границу енергије која се користи за дијагностичку радиографију, а користе се у радиотерапији екстерним снопом за лечење рака и тумора. 
Ови зраци продиру у ткиво до корисне дубине од око 4–6 cm,  што их чини корисним за лечење промена на кожи, површинским ткивима и ребарима, али не и промена на дубљим структурама као што су плућа или карлични органи.
Релативно ниска енергија ортонапонских рендгенских зрака узрокује њихову интеракцију са материјом путем различитих физичких механизама, и у поређењу са меганапонским рендгенским зрацима веће енергије или радионуклидним γ-зрацима, поседује релативно већу биолошку ефикасност.
Фотонско зрачење из ортоволтног уређаја има енергију између 100 keV и 250 keV. Због своје мале продорне моћи, уређај се користи за лечење карцинома коже као што су:
- карцином базалних ћелија,
- карцином сквамозних ћелија,
- доброћудне (бенигне) промена на кожи (као што су келоиди),
- Пејронијева болест,
- брадавице.

## Припрема
Није потребна посебна припрема пацијента пре ртонапонског рендгенскоги зрачења, изузев што би кожа треба да буде чиста и без нанешених лосиона или шминке.

## Процедура
На првој сесији, мали уградни штит од олова (са отвором у средини где ће се кожа третирати) биће прилагођен пацијенту. Штит се користи током свих третмана да заштити здрава нормална ткива која окружују циљано подручје.
Током лечења, техничар и лекар постављају пацијента у лежећи положај на столу на удобан и поновљив начин, тако да ортонапонска машина са конусним прикључком одговарајуће величине може бити постављена преко отвореног простора у оловном штиту.
Третмани су безболни и трају око 15 минута. Терапија се спроводи сваког дана у периоду од три до четири недеље.

## Опоравак
Пошто се зраче само веома фокусирана и ограничен промене само на површину коже, већина пацијената наставља да ради или обавља нормалне активности истог дана.
Важно је да пацијент буде веома нежан са својом кожом током третмана и неколико недеља након тога, односно требало би да избегава  рибање третираног подручја или бријање на начин који ће урезати или поцепати кожу. Неки пацијенти доживљавају црвенило, болну сетљивост или осетљивост третираног подручја.
До краја живота треба избегавати прекомерно излагање сунцу на третираном подручју или користити крему за сунчање са високим фактором заштите ако се не можете да избегне излагање сунцу.